# چا اون وو
لی دونگ مین (کره‌ای: 이동민؛ زادهٔ ۳۰ مارس ۱۹۹۷)، معروف به چا اون وو (차은우)، خواننده، بازیگر و مدل اهل کره جنوبی زیر نظر کمپانی فنتجیو است. او یکی از اعضای گروه پسرانهٔ کره‌ای آسترو است.      

## اوایل زندگی
چا اون وو در ۳۰ مارس ۱۹۹۷ در گانپو، استان گیونگ‌گی متولد شد. اون وو در دبیرستان سوری تحصیل کرد. وی همچنین در سال ۲۰۱۶ از مدرسه هانلیم فارغ‌التحصیل شد.و در دانشگاه سونگ کیون کوان در رشته هنرهای نمایشی تحصیلات خود را به پایان رساند.

## حرفه

### ۲۰۱۳ – ۲۰۱۵: آغاز کار
چا اون وو به عنوان بازیگر با نقشی جزئی در فیلم زندگی درخشان من حضور یافت.
در اوت ۲۰۱۵، چا اون وو به همراه سایر اعضای گروه خود در وب درامای ادامه دارد شرکت کرد.

### ۲۰۱۶ – امروز: اولین بازی با آسترو، فعالیت‌های انفرادی و افزایش محبوبیت
آسترو در ۲۳ فوریه ۲۰۱۶ با مینی آلبوم «رشد کردن» شروع به کار کرد. در ماه اوت، چا اون وو در نمایش متنوع ویژه چوسوک با عنوان “پاسخ‌هایی که باعث می‌شود پرواز کنیم” شرکت کرد. در سپتامبر همان سال، او در برنامه آزمایشی دیگری از چوسوک، بومشکالاکا شرکت کرد.
اون وو به عنوان مجری برنامه شو! میوزیک کور در کنار کیم سه رون و لی سو مین اعلام شد که وی از ۲۰۱۶ تا ۲۰۱۸ میزبان آن بود. در همان سال، او در وب درامای برخی از دستورالعمل‌های رمانتیک من بازی کرد.
در سال ۲۰۱۷، اون وو در سریال بهترین ضربه شبکه کی‌بی‌اس۲ انتخاب شد. در همان سال، او در وب درامای انتقام شیرین بازی کرد.
در سال ۲۰۱۸، اون وو در وب درامای مدیریت عالی بازی کرد. در همان سال، اون وو در سریال کمدی و رمانتیک شبکه جی‌تی‌بی‌سی با عنوان آی‌دی من خوشگل گانگنامه انتخاب شد که اولین بار به عنوان نقش اصلی در تلویزیون ایفای نقش می‌کرد. اون وو پس از پخش سریال، محبوبیت خود را افزایش داد و در «مردان سال» جی‌کیو کره قرار گرفت.
در سال ۲۰۱۹، اون وو در درام تاریخی گو هه ریونگ مورخ تازه‌کار در کنار شین سه کیونگ بازی کرد. در مراسم اهدای جوایز ام‌بی‌سی دراما چا اون وو به همراه شین سه کیونگ جایزه برترین بازیگر و بهترین زوج را دریافت کردند.

در ژوئیه ۲۰۱۹، اعلام شد که چا اون وو اولین دیدار هواداران خود را در سراسر آسیا با عنوان «Just One 10 Minute» در ماه اکتبر برگزار می‌کند. در دسامبر ۲۰۱۹، چا اون وو به عنوان عضو جدید برنامه تلویزیون ببرهای خوش تیپ، در کنار جوی، لی سانگ یون، یو سون هو و سو جانگ هون اعلام شد. در نمودار پایان سال رادار کی-پاپ، چا اون وو به عنوان «اینستاگرامر جذاب ۲۰۱۹ - مرد» نامگذاری شد.

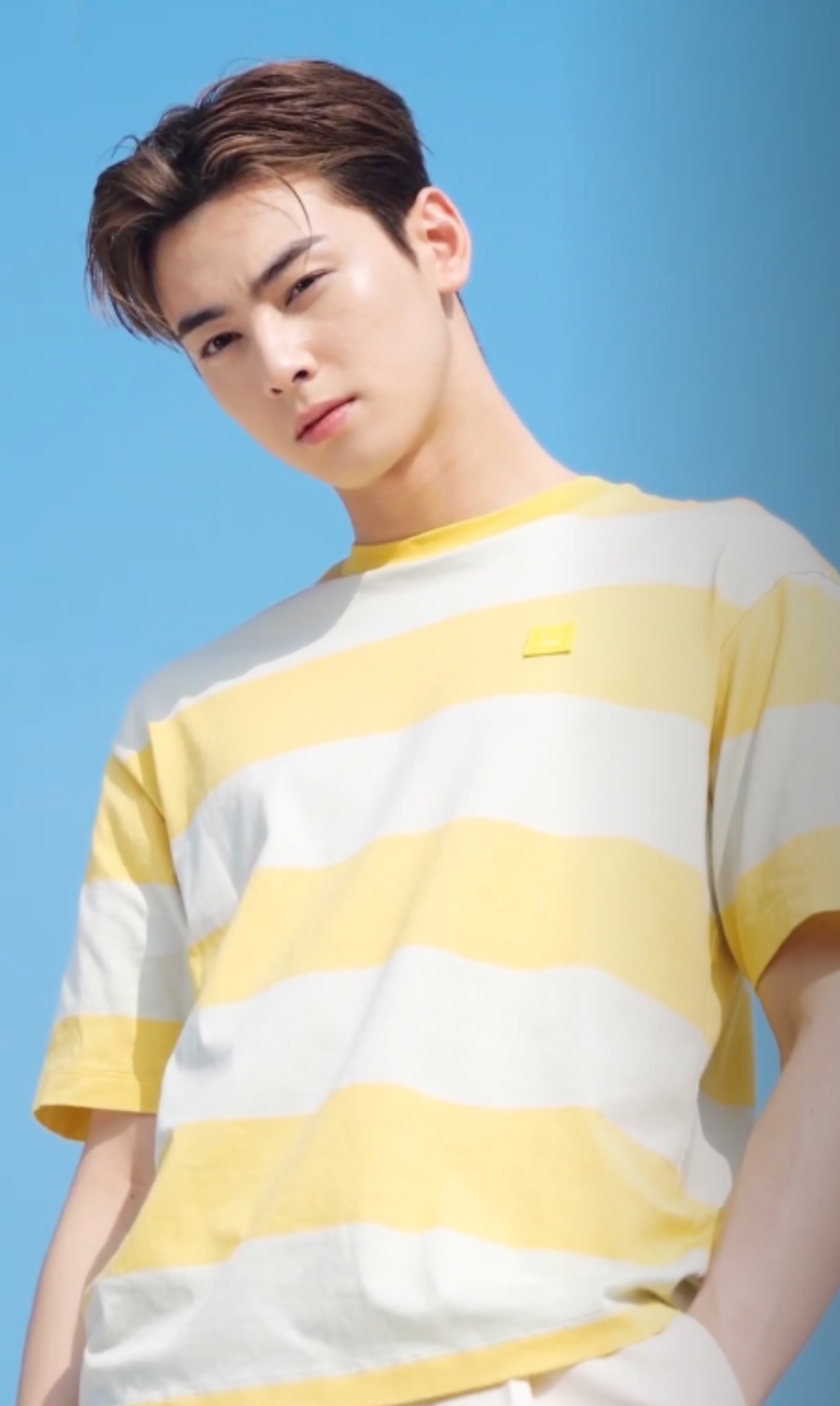
چا اون وو برای ماری کلر کره در سال ۲۰۲۰

در آوریل ۲۰۲۰، چا اون وو به عنوان یک عضو ثابت از اعضای استاد در خانه پیوست. در جوایز سرگرمی اس‌بی‌اس ۲۰۲۰، چا اون وو جایزه بهترین تازه‌کار را برای استاد در خانه دریافت کرد.
در دسامبر سال ۲۰۲۰، اون وو به عنوان نقش اصلی مرد در کنار مون گا یونگ و هوانگ این یوپ در درام زیبایی حقیقی که از شبکهٔ تی‌وی‌ان پخش شد ایفای نقش کرده‌است.
چا اون وو در فیلم دسی‌بل به همراه کیم ره وون، لی جونگ سوک و لی سانگ هی بازی کرد. چا اون وو از ورایتی شوی استاد در خانه همراه با شین سونگ روک کناره‌گیری کرد و آخرین حضور آنها در این برنامه در قسمت ۱۷۷ بود. چا اون وو در درام جدید جزیره در کنار کیم نام گیل، لی دا هی و سونگ جون به عنوان یک کشیش جن‌گیر انتخاب شده‌است. فیلمبرداری در اکتبر با هدف پخش تا نیمه اول سال ۲۰۲۲ آغاز خواهد شد. در ۳۰ نوامبر، چا اون وو اواس‌تی جدید «گریه نکن، عشق من» را برای کمیک زیر درخت بلوط، یک آهنگ بالاد با اجرای پیانو منتشر کرد.

## تصویر عمومی

### نفوذ رسانه‌ای
در سال ۲۰۱۸، او در «مردان سال» جی‌کیو کره قرار گرفت.
در سال ۲۰۱۹، اون وو با ۴۴٬۱۷۸٬۴۷۴ امتیاز در رده هفتم، بیشترین امتیاز جمع شده در مورد اعتبار برند مرد آیدول قرار گرفت.در نمودار پایان سال رادار کی-پاپ، چا اون وو به عنوان «اینستاگرامر جذاب ۲۰۱۹ - مرد» نامگذاری شد.
در سال ۲۰۲۱، اون وو مقام هفدهم در فهرست قدرتمندترین سلبریتی کره‌ای توسط فوربز و ششمین در رده اس‌ان‌اس است.

### خیرخواهی
در آوریل ۲۰۱۹، چا اون وو ۱۰ میلیون وون برای کمک به حمایت از قربانیان آتش سوکو اهدا کرده‌است. در فوریه سال ۲۰۲۰، اون وو ۳۰ میلیون وون کمک کرده‌است تا به افراد آسیب دیده از بیماری همه گیر کووید-۱۹ در کره جنوبی کمک کند.

## ترانه‌شناسی
| عنوان                                                                    | سال              | موقعیت‌های اوج نمودار | موقعیت‌های اوج نمودار | فروش             | آلبوم                                   |
| عنوان                                                                    | سال              | کره                  | جهان ایالات متحده    | فروش             | آلبوم                                   |
| ظواهر موسیقی متن                                                         | ظواهر موسیقی متن | ظواهر موسیقی متن     | ظواهر موسیقی متن     | ظواهر موسیقی متن | ظواهر موسیقی متن                        |
| ------------------------------------------------------------------------ | ---------------- | -------------------- | -------------------- | ---------------- | --------------------------------------- |
| "سقوط رنگین کمان"                                                        | ۲۰۱۸             | —                    | —                    | —                | آی‌دی من خوشگل گانگنامه اواس‌تی. پارت ۷   |
| "با هم"                                                                  | ۲۰۱۸             | —                    | —                    | —                | مدیریت عالی اواس‌تی                      |
| "لطفا به یاد بیاور"                                                      | ۲۰۱۹             | —                    | —                    | —                | گو هه ریونگ مورخ تازه‌کار اواس‌تی. پارت ۶ |
| "عشق خیلی خوب"                                                           | ۲۰۲۱             | ۱۶۵                  | ۱۳                   | —                | زیبایی حقیقی اواس‌تی. پارت ۸             |
| "گریه نکن، عشق من"                                                       | ۲۰۲۱             |                      |                      | —                | زیر درخت بلوط اواس‌تی                    |
| "-" نسخه‌هایی را نشان می‌دهد که در آن منطقه نمودار نبوده یا منتشر نشده‌اند. |                  |                      |                      |                  |                                         |

## فیلم‌شناسی

### فیلم
| سال  | عنوان           | نقش          | یادداشت | منبع   |
| ---- | --------------- | ------------ | ------- | ------ |
| ۲۰۱۴ | زندگی درخشان من | ئه روم       | مهمان   | [ ۶ ]  |
| ۲۰۲۲ | دسی‌بل           | جون ته ریونگ |         | [ ۳۸ ] |

### مجموعه تلویزیونی
| سال       | عنوان                    | نقش                     | منبع   |
| --------- | ------------------------ | ----------------------- | ------ |
| ۲۰۱۷      | بهترین ضربه              | ام جی                   | [ ۱۲ ] |
| ۲۰۱۸      | آی‌دی من خوشگل گانگنامه   | دو کیونگ سوک            | [ ۱۵ ] |
| ۲۰۱۹      | گو هه ریونگ مورخ تازه‌کار | یی ریم (شاهزاده دو وون) | [ ۳۹ ] |
| ۲۰۲۰–۲۰۲۱ | زیبایی حقیقی             | لی سوهو                 | [ ۴۰ ] |
| ۲۰۲۳–۲۰۲۴ | یک روز خوب برای سگ بودن  | جین سو وون              |        |
| ۲۰۲۴      | دنیای شگفت‌انگیز          | کوان سون یول            | [ ۴۱ ] |

### مجموعه اینترنتی
| سال       | عنوان                            | نقش                         | توضیحات  | منبع   |
| --------- | -------------------------------- | --------------------------- | -------- | ------ |
| ۲۰۱۵      | ادامه دارد                       | چا اون وو                   |          | [ ۷ ]  |
| ۲۰۱۶      | برخی از دستورالعمل‌های رمانتیک من | چا اون وو                   |          | [ ۱۱ ] |
| ۲۰۱۷      | انتقام شیرین                     | چا اون وو                   |          | [ ۱۳ ] |
| ۲۰۱۸      | مدیریت عالی                      | وو یئون وو                  |          | [ ۱۴ ] |
| ۲۰۱۹      | سول پلیت                         | راویل                       |          | [ ۴۲ ] |
| ۲۰۲۲–۲۰۲۳ | جزیره                            | جان / یوهان / کانگ چان هیوک | پارت ۱–۲ | [ ۴۳ ] |

### برنامه تلویزیونی
| سال       | عنوان                        | نقش      | شبکه   | منبع          |
| --------- | ---------------------------- | -------- | ------ | ------------- |
| ۲۰۱۶      | قانون جنگل در کالدونیای جدید | عضو اصلی | اس‌بی‌اس | [ ۴۴ ]        |
| ۲۰۱۸      | اگر تیر خورده باشد           | عضو اصلی | ناور   | [ ۴۵ ]        |
| ۲۰۲۰      | ببرهای خوش تیپ               | عضو اصلی | اس‌بی‌اس | [ ۴۶ ] [ ۴۷ ] |
| ۲۰۲۰–۲۰۲۱ | استاد در خانه                | عضو اصلی | اس‌بی‌اس | [ ۲۴ ]        |

### میزبان
| سال       | عنوان                       | شبکه             | توضیحات                                        | منبع          |
| --------- | --------------------------- | ---------------- | ---------------------------------------------- | ------------- |
| ۲۰۱۶–۲۰۱۸ | موزیک کور شو!               | ام‌بی‌سی           | به همراه کیم سه رون و لی سو مین و شی‌یون        | [ ۱۰ ]        |
| ۲۰۱۷      | ام‌بی‌سی گایو ده‌جه‌جون         | ام‌بی‌سی           | به همراه سوهو و ایم یون آه                     | [ ۴۸ ]        |
| ۲۰۱۸      | دریم کنسرت                  | اس‌بی‌اس           | به همراه یون شی یون و سول این آه               | [ ۴۹ ]        |
| ۲۰۱۸      | ام‌بی‌سی گایو ده‌جه‌جون         | ام‌بی‌سی           | به همراه نو هونگ چول و چوی مین هو و ایم یون آه | [ ۵۰ ]        |
| ۲۰۱۹      | ام‌بی‌سی گایو ده‌جه‌جون         | ام‌بی‌سی           | به همراه جانگ سونگ کیو و ایم یون آه            | [ ۵۱ ]        |
| ۲۰۲۰      | دریم کنسرت                  | وی لایو و یوتیوب | به همراه اونهیوک و لیا                         | [ ۵۲ ]        |
| ۲۰۲۰      | جشنواره آهنگ کی‌بی‌اس         | کی‌بی‌اس۲          | به همراه جونگ یونهو و شین یه اون               | [ ۵۳ ] [ ۵۴ ] |
| ۲۰۲۰      | جوایز سرگرمی اس‌بی‌اس         | اس‌بی‌اس           | به همراه شین دونگ یوپ و لی سونگ گی             | [ ۵۵ ] [ ۵۶ ] |
| ۲۰۲۱      | دریم کنسرت                  | لایو کانکت       | به همراه لیتوک و کیم دو یون                    | [ ۵۷ ]        |
| ۲۰۲۱      | جوایز بین‌المللی درامای سئول | ام‌بی‌سی           | به همراه پارک اون بین                          | [ ۵۸ ]        |
| ۲۰۲۱      | جشنواره آهنگ کی‌بی‌اس         | کی‌بی‌اس۲          | به همراه کیم سول هیون و رو وون                 | [ ۵۹ ] [ ۶۰ ] |

## جوایز و نامزدی‌ها
| سال  | مراسم                                        | عنوان جایزه                                       | نامزد / اثر              | نتیجه    | منبع          |
| ---- | -------------------------------------------- | ------------------------------------------------- | ------------------------ | -------- | ------------- |
| ۲۰۱۶ | مراسم اهدای جوایز سرگرمی ام‌بی‌سی              | جایزه بهترین تازه‌کار در موزیک / تاک شو – مرد      | شو! میوزیک کور           | نامزدشده |               |
| ۲۰۱۷ | نهمین جشنواره تبلیغات ام‌تی‌ان برودکست         | جایزه ستاره مرد سی‌اف                              | چا اون وو                | برنده    | [ ۶۱ ]        |
| ۲۰۱۷ | مراسم اهدای جوایز سرگرمی ام‌بی‌سی              | جایزه بهترین تازه‌کار در برنامه / سیتکام – مرد     | شو! میوزیک کور           | نامزدشده |               |
| ۲۰۱۸ | یازدهمین دوره جشنواره اهدای جوایز درامای کره | بهترین بازیگر تازه‌کار مرد                         | آی‌دی من خوشگل گانگنامه   | برنده    | [ ۶۲ ]        |
| ۲۰۱۸ | یازدهمین دوره جشنواره اهدای جوایز درامای کره | جایزه ستاره هالیو                                 | آی‌دی من خوشگل گانگنامه   | برنده    | [ ۶۲ ]        |
| ۲۰۱۸ | سومین مراسم اهدای جوایز تلویزیونی اندونزی    | جایزه ویژه - نفر سال                              | چا اون وو                | برنده    | [ ۶۳ ]        |
| ۲۰۱۸ | سومین مراسم اهدای جوایز آرتیست آسیا          | جایزه ستاره در حال ظهور                           | آی‌دی من خوشگل گانگنامه   | برنده    | [ ۶۴ ]        |
| ۲۰۱۸ | مراسم اهدای جوایز باز یاهو آسیا              | جایزه بیشترین جستجوگر بازیگر تازه‌کار              | آی‌دی من خوشگل گانگنامه   | برنده    | [ ۶۵ ]        |
| ۲۰۱۸ | اولین مراسم اهدای جایزه برند کره             | جایزه آیدول-بازیگر مرد                            | آی‌دی من خوشگل گانگنامه   | برنده    | [ ۶۶ ]        |
| ۲۰۱۸ | اولین مراسم اهدای جایزه برند کره             | جایزه مدل تجاری مرد                               | چا اون وو                | برنده    | [ ۶۶ ]        |
| ۲۰۱۹ | چهاردهمین دوره جوایز سالانه سومپی            | جایزه بازیگر برک‌اوت                               | آی‌دی من خوشگل گانگنامه   | برنده    | [ ۶۷ ]        |
| ۲۰۱۹ | چهاردهمین دوره جوایز سالانه سومپی            | جایزه بهترین آیدل بازیگر                          | آی‌دی من خوشگل گانگنامه   | نامزدشده | [ ۶۷ ]        |
| ۲۰۱۹ | چهاردهمین دوره جوایز سالانه سومپی            | جایزه بهترین زوج با ایم سو هیانگ                  | آی‌دی من خوشگل گانگنامه   | نامزدشده | [ ۶۷ ]        |
| ۲۰۱۹ | اولین مراسم اهدای جوایز سرگرمی آی‌چی‌یی        | جایزه جذاب‌ترین بازیگر                             | آی‌دی من خوشگل گانگنامه   | برنده    |               |
| ۲۰۱۹ | مراسم اهدای جوایز درامای ام‌بی‌سی              | برترین جایزه برای بازیگر درام چهارشنبه تا پنجشنبه | گو هه ریونگ مورخ تازه‌کار | برنده    | [ ۶۸ ] [ ۶۹ ] |
| ۲۰۱۹ | مراسم اهدای جوایز درامای ام‌بی‌سی              | جایزه بهترین زوج با شین سه کیونگ                  | گو هه ریونگ مورخ تازه‌کار | برنده    | [ ۶۸ ] [ ۶۹ ] |
| ۲۰۲۰ | اخبار کی-اکسپو ۲۰۲۰                          | جایزه مدیرعامل سازمان گردشگری سئول                | چا اون وو                | برنده    | [ ۷۰ ]        |
| ۲۰۲۰ | اولین جشنواره اهدای جوایز ستارگان ای‌پی‌ای‌ان   | جایزه سرگرم‌کننده سال - مرد                        | چا اون وو                | نامزدشده | [ ۷۱ ]        |
| ۲۰۲۰ | چهاردهمین مراسم اهدای جوایز سرگرمی اس‌بی‌اس    | جایزه بهترین تازه‌کار                              | استاد در خانه            | برنده    | [ ۷۲ ]        |
| ۲۰۲۱ | جوایز آرتیست آسیا                            | جایزه محبوبیت بازیگر مرد                          | چا اون وو                | نامزدشده | [ ۷۳ ]        |
| ۲۰۲۱ | جوایز آرتیست آسیا                            | جایزه احساسی - بازیگر مرد                         | زیبایی حقیقی             | برنده    | [ ۷۴ ]        |
| ۲۰۲۱ | جشنواره اهدای جوایز وفاداری مشتری برند       | جایزه بهترین بازیگر مرد - آیدول                   | چا اون وو                | برنده    | [ ۷۵ ]        |
| ۲۰۲۱ | جشنواره اهدای جوایز برند سال                 | جایزه بهترین بازیگر مرد - آیدول سال               | چا اون وو                | برنده    | [ ۷۶ ]        |

### فهرست‌ها
| ناشر  | سال  | لیست                      | رتبه  | منبع   |
| ----- | ---- | ------------------------- | ----- | ------ |
| فوربز | ۲۰۲۱ | قدرتمندترین سلبریتی کره‌ای | هفدهم | [ ۷۷ ] |